# Brian Priske
Brian Priske Pedersen (Horsens (Denemarken), 14 mei 1977) is een Deense voetbaltrainer en voormalig voetballer. Hij was van 2024 tot 2025 hoofdtrainer van Feyenoord.

## Carrière

### Voetballer
Priske begon zijn carrière bij de ploeg uit zijn geboortestad, AC Horsens. In 1997 maakte hij de overstap naar eersteklasser Aarhus, waar hij na twee jaar vertrok om voor topclub Aalborg te voetballen. Daar won hij in zijn eerste seizoen al meteen de Deense titel. Priske groeide uit tot een van de sterkhouders van het team, waarbij hij op het einde van zijn periode bij Aalborg werd benoemd tot aanvoerder.
In de zomer van 2003 werd Priske, die enkele maanden voordien zijn debuut had gemaakt voor de Deense nationale ploeg, gecontracteerd door het Belgische Genk. Daar ontpopte hij zich tot een van de beste rechtsachters van de Belgische competitie en kwam hij uiteindelijk tot 68 competitiewedstrijden.
Na 3 speeldagen in het seizoen 2005/06 verkaste hij naar Portsmouth, destijds uitkomend in de Premier League. Daar speelde hij 30 competitiewedstrijden, waarmee hij bijdroeg aan lijfsbehoud voor de ploeg. Desalniettemin vlotte het niet met manager Harry Redknapp, waardoor hij in de zomer van 2006 te horen kreeg dat hij Portsmouth alweer mocht verlaten.
Club Brugge, dat na het vertrek van Günther Vanaudenaerde een nieuwe rechtsachter zocht, bood Priske een vierjarig contract aan. Dit contract diende hij niet uit, want op 30 mei 2008 werd bekend dat Priske terugkeerde naar zijn thuisland Denemarken om te gaan spelen voor promovendus Vejle BK. Daar tekende hij een driejarig contract. Vejle BK verhuurde Priske aan Midtjylland in 2010 en een seizoen later maakte hij de overstap naar IK Start, waar hij zijn spelerscarrière beëindigde.

#### Interlandcarrière
Priske maakte in 2003 zijn debuut voor de Deense nationale ploeg en verzamelde in totaal 24 caps voor het team. Hij maakte ook deel uit van de selectie van Euro 2004. Daar kwam hij slechts 14 minuten in actie, als invaller in de poulewedstrijd tegen Italië (0-0). Na het EK kon Priske op een basisplaats rekenen, zo speelde hij in 10 van de 12 kwalificatiewedstrijden voor het WK 2006. Echter wist het team zich niet te plaatsen voor het WK 2006.

### Voetbaltrainer

#### Midtjylland
Nadat Priske in de periode tussen 2011 en 2019 had gefungeerd als assistent-trainer bij Midtjylland en Kopenhagen kreeg hij in augustus 2019 zijn eerste aanstelling als hoofdtrainer. Hij volgde Kenneth Andersen op bij Midtjylland. In zijn eerste seizoen aan de leiding wist het team het kampioenschap te veroveren met 14 punten voorsprong op nummer twee Kopenhagen.
In de begin maanden van het seizoen 2020/21 speelde het daardoor play-offs voor kwalificatie aan het hoofdtoernooi van de Champions League. Hierin rekende het af met Loedogorets (1-0), Young Boys (3-0) en Slavia Praag (4-1). In de groepsfase eindigde het als laatste, achter Liverpool, Atalanta en Ajax. In de competitie eindigde het team uiteindelijk als tweede, achter Brøndby.

#### Sparta Praag
Medio 2021 maakte Priske de overstap naar Royal Antwerp, waar hij een contract tekende tot medio 2023. In mei 2022 moest hij na een wisselvallig seizoen het veld ruimen om plaats te maken voor Mark van Bommel. Slechts een week later had hij alweer een nieuwe baan als hoofdtrainer te pakken. Hij tekende een contract bij Sparta Praag. Die club leidde hij voor het eerst in negen jaar naar het landskampioenschap. Een seizoen later, in 2023/24, herhaalde hij dit kunstje en legde hij zelfs beslag op de dubbel door ook de beker van Tsjechië te winnen. Na afloop van dat seizoen kwam Priske in de belangstelling te staan van Feyenoord. De onderhandelingen tussen Sparta Praag en de Rotterdammers verliepen echter moeizaam.

#### Feyenoord
Op 12 juni 2024 werd bekendgemaakt dat beide clubs tot een overeenkomst waren gekomen, waarna Priske per 1 juli 2024 de hoofdtrainer van Feyenoord zou worden. Hij tekende een driejarig contract in Rotterdam-Zuid. In zijn eerste officiële wedstrijd, de strijd om de Johan Cruijff Schaal tegen PSV, wist Priske direct een prijs te winnen. De wedstrijd eindigde in 4-4, maar werd gewonnen na strafschoppen. In de Eredivisie draaide Feyenoord vervolgens moeizaam onder zijn leiding. Na negentien speelronden stond de club op een vierde plaats op ruime achterstand van PSV en Ajax, respectievelijk tien en negen punten. Desalniettemin behaalde hij in Europees verband wel bovengemiddelde resultaten. Zo wonnen ze op bezoek bij Girona (2-3) en Benfica (1-3), werd er bij grootmacht Manchester City na een 3-0 achterstand met 3-3 gelijkgespeeld en werd er in de eigen Kuip gewonnen van Sparta Praag (4-2) én de Duitse recordkampioen Bayern München (3-0). Hierdoor verzekerde Feyenoord zich van nog een ronde deelname aan de Champions League. Niettemin lekte voor de wedstrijd tegen Bayern München uit dat het Feyenoord-bestuur voornemens zou zijn Priske als trainer te ontslaan wegens tegenvallende resultaten in de nationale competitie. Na de wedstrijd tegen Bayern München mocht hij toch aanblijven. Enkele weken later, nadat Feyenoord onder andere werd uitgeschakeld in de KNVB Beker, was het alsnog klaar voor Priske en zijn assistenten Lukas Babalola en Björn Hamberg.

## Statistieken
| seizoen | club             | land       | competitie     | duels | goals |
| ------- | ---------------- | ---------- | -------------- | ----- | ----- |
| 1997/98 | Aarhus Fremad    | Denemarken | SAS Ligaen     | 33    | 2     |
| 1998/99 | Aarhus Fremad    | Denemarken | SAS Ligaen     | 17    | 3     |
| 1998/99 | AaB              | Denemarken | SAS Ligaen     | 18    | 0     |
| 1999/00 | AaB              | Denemarken | SAS Ligaen     | 27    | 1     |
| 2000/01 | AaB              | Denemarken | SAS Ligaen     | 33    | 0     |
| 2001/02 | AaB              | Denemarken | SAS Ligaen     | 32    | 0     |
| 2002/03 | AaB              | Denemarken | SAS Ligaen     | 29    | 1     |
| 2003/04 | Racing Genk      | België     | Jupiler League | 33    | 0     |
| 2004/05 | Racing Genk      | België     | Jupiler League | 32    | 1     |
| 2005/06 | Racing Genk      | België     | Jupiler League | 3     | 0     |
| 2005/06 | Portsmouth F.C.  | Engeland   | Premier League | 30    | 0     |
| 2006/07 | Club Brugge      | België     | Jupiler League | 32    | 0     |
| 2007/08 | Club Brugge      | België     | Jupiler League | 27    | 0     |
| 2008/09 | Vejle BK         | Denemarken | SAS Ligaen     | 32    | 0     |
| 2009/10 | Vejle BK         | Denemarken | SAS Ligaen     | 28    | 0     |
| 2010/11 | → FC Midtjylland | Denemarken | SAS Ligaen     | 17    | 1     |
| 2010/11 | IK Start         | Noorwegen  | Tippeligaen    | 15    | 1     |
| Totaal  | Totaal           | Totaal     | Totaal         | 444   | 10    |

## Erelijst

### Als speler
| Competitie       |         |         |         |         |
| Competitie       | Aantal  | Jaren   |         |         |
| Aalborg          | Aalborg | Aalborg | Aalborg | Aalborg |
| ---------------- | ------- | ------- | ------- | ------- |
| Superligaen      | 1x      | 1998/99 |         |         |
| Club Brugge      |         |         |         |         |
| Beker van België | 1x      | 2006/07 |         |         |

### Als trainer
| Competitie              |             |                  |             |             |
| Competitie              | Aantal      | Jaren            |             |             |
| Midtjylland             | Midtjylland | Midtjylland      | Midtjylland | Midtjylland |
| ----------------------- | ----------- | ---------------- | ----------- | ----------- |
| Superligaen             | 1x          | 2019/20          |             |             |
| Sparta Praag            |             |                  |             |             |
| 1. česká fotbalová liga | 2x          | 2022/23, 2023/24 |             |             |
| Pohár FAČR              | 1x          | 2023/24          |             |             |
| Feyenoord               |             |                  |             |             |
| Johan Cruijff Schaal    | 1x          | 2024             |             |             |